# Курилкин, Тимур Викторович
Тимур Викторович Курилкин (1 июля 1984, Ульяновск, РСФСР, СССР) — российский военнослужащий, командир 9-й отдельной гвардейской мотострелковой бригады Народной милиции ДНР. Ранее командовал отдельным гвардейским штурмовым батальоном «Сомали» 1-го армейского корпуса 8-й гвардейской общевойсковой армии Южного военного округа (с 2017). Герой Донецкой Народной Республики (2022). Герой Российской Федерации (2023).

## Биография
Родился в 1984 году городе Ульяновске, РСФСР. Окончил Ульяновское гвардейское суворовское военном училище.
С 2000 года в Вооружённых силах Российской Федерации. Являлся курсантом Московского высшего военного командного училища. После окончания был направлен в Южный военный округ, где в течение десяти лет проходил службу. Прошёл путь от командира взвода до командира мотострелкового батальона. Участник войны в Грузии (2008).
С 2014 года воевал на востоке Украины в составе войск сепаратистов. С 2017 года стал командиром отдельного гвардейского штурмового батальона «Сомали» в составе 1-го армейского корпуса Народной милиции Донецкой Народной Республики. С 2022 года принимал участие в российском вторжении на Украину. Позже стал служить командиром 9-й отдельной гвардейской мотострелковой бригады 1-го Донецкого армейского корпуса. С 2024 года — слушатель Военной академии Генерального штаба Российской Федерации. Продолжает нести службу.

## Звания и награды
- Герой Российской Федерации (Указом Президента Российской Федерации от 2023 года за мужество и героизм, проявленные при исполнении воинского долга, гвардии подполковнику Курилкину Тимуру Викторовичу присвоено звание Героя Российской Федерации с вручением знака особого отличия — медали «Золотая Звезда»[6][7].
- Герой Донецкой Народной Республики (2022)[2].
- Орден Мужества (4).
- Медаль ордена «За заслуги перед Отечеством» 2-й степени.
- Медаль «За отвагу».
- Другие награды.

## Уголовное преследование на Украине
С января 2024 года Службой безопасности Украины подозревается в совершении преступления, предусмотренного ч. 3 ст. 110 УК Украины (умышленные действия, совершенные с целью изменения границ территории и государственной границы Украины в нарушение порядка, установленного Конституцией Украины, совершенные по предварительному сговору группой лиц, которые привели к гибели людей и другим тяжким последствиям).